# 998 (szám)
A 998 (római számmal: CMXCVIII) egy természetes szám, félprím, a 2 és a 499 szorzata.

## A szám a matematikában
A tízes számrendszerbeli 998-as a kettes számrendszerben 1111100110, a nyolcas számrendszerben 1746, a tizenhatos számrendszerben 3E6 alakban írható fel.
A 998 páros szám, összetett szám, azon belül félprím, kanonikus alakban a 21 · 4991 szorzattal, normálalakban a 9,98 · 102 szorzattal írható fel. Négy osztója van a természetes számok halmazán, ezek növekvő sorrendben: 1, 2, 499 és 998.
A 998 négyzete 996 004, köbe 994 011 992, négyzetgyöke 31,59114, köbgyöke 9,99333, reciproka 0,0010020. A 998 egység sugarú kör kerülete 6270,61894 egység, területe 3 129 038,849 területegység; a 998 egység sugarú gömb térfogata 4 163 707 695,5 térfogategység.